# Southside (альбом Сэма Ханта)
| Совокупная оценка    | Совокупная оценка |
| Источник             | Оценка            |
| -------------------- | ----------------- |
| Metacritic           | 72/100            |
| Оценки критиков      |                   |
| Источник             | Оценка            |
| AllMusic             | [ 4 ]             |
| Entertainment Weekly | B+                |
| Pitchfork            | 7.5/10            |
| Rolling Stone        | [ 7 ]             |
| Slant Magazine       | [ 8 ]             |

Southside  — второй студийный альбом американского кантри-певца Сэма Ханта, изданный 3 апреля 2020 года на студии MCA Nashville. Альбом достиг № 5 в чарте Billboard 200 и возглавил кантри хит-парад Top Country Albums.

## История
Альбом получил положительные и умеренные отзывы музыкальной критики и интернет-изданий: AllMusic, Entertainment Weekly, Pitchfork, Rolling Stone, Slant Magazine.
Southside дебютировал на пятом месте в основном американском хит-параде Billboard 200, с тиражом 46,000 альбомных эквивалентных единиц, включая 18,000 продаж альбома. Это стало третьим лучшим показателем для стриминговой недели любого кантри-альбома, а сам диск стал вторым для Ханта в лучшей десятке top-10.
В июне 2020 года Southside был включён в список лучших на то время альбомов года изданием Stereogum.

## Список композиций
По данным:.
| №                   | Название                          | Автор(ы)                                                                                             | Длительность |
| ------------------- | --------------------------------- | --- | ------------ |
| 1.                  | «2016»                            | Хант Zach Crowell Josh Thompson                                                                      | 3:55         |
| 2.                  | «Hard to Forget»                  | Хант Эшли Горли Джош Осборн Люк Лэрд Шейн Маканалли Audrey Grisham Mary Jean Shurtz Russ Hull [ 18 ] | 3:24         |
| 3.                  | «Kinfolks»                        | Хант Crowell Jerry Flowers Осборн                                                                    | 3:01         |
| 4.                  | «Young Once»                      | Хант Crowell Matt Jenkins Осборн                                                                     | 3:05         |
| 5.                  | «Body Like a Back Road»           | Хант Crowell Маканалли Осборн                                                                        | 2:42         |
| 6.                  | «That Ain't Beautiful»            | Хант Crowell Маканалли                                                                               | 2:44         |
| 7.                  | «Let It Down»                     | Хант Crowell Chris LaCorte Осборн Ernest K. Smith                                                    | 2:50         |
| 8.                  | «Downtown's Dead»                 | Хант Crowell Осборн Маканалли Charlie Handsome                                                       | 3:33         |
| 9.                  | «Nothing Lasts Forever»           | Хант Crowell Осборн Маканалли                                                                        | 3:04         |
| 10.                 | «Sinning with You»                | Хант Осборн Paul DiGiovanni Emily Weisband                                                           | 3:16         |
| 11.                 | «Breaking Up Was Easy in the 90s» | Хант Crowell LaCorte Осборн Smith                                                                    | 3:35         |
| 12.                 | «Drinkin' Too Much»               | Хант Crowell Маканалли Stuart Hine                                                                   | 3:52         |
| Общая длительность: | Общая длительность:               | Общая длительность:                                                                                  | 39:01        |

## Чарты
| Чарт (2020)                                 | Высшая позиция |
| ------------------------------------------- | -------------- |
| Австралия (Australian Albums, ARIA)         | 41             |
| Австралия (Australian Country Albums, ARIA) | 3              |
| Великобритания (UK Country Albums Chart)    | 6              |
| Канада (Canadian Albums Chart)              | 4              |
| США (Billboard 200)                         | 5              |
| США (Billboard Top Country Albums)          | 1              |

## Сертификации
| Регион                                                                      | Сертификация | Продажи   |
| --------------------------------------------------------------------------- | ------------ | --------- |
| Канада (Music Canada)                                                       | Платиновый   | 80 000    |
| США (RIAA)                                                                  | Платиновый   | 1 000 000 |
| Данные о продажах + прослушиваниях приведены только на основе сертификации. |              |           |